# 邢士廉

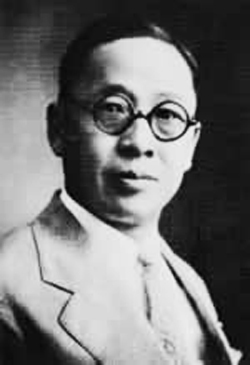
邢士廉

邢士廉（1885年—1954年3月17日）字隅三，满洲正蓝旗人，盛京将軍管轄区奉天府承德县人，中华民国及满洲国军事将领，曾任满洲国治安大臣，军事大臣。

## 生平

### 在奉系的崛起
邢士廉早年就读于奉天省立第一初級中学，以优异的学业成績离开学校。1908年（光緒34年）转而从军，获官費赴日本学习軍事。在日本，他先在東京振武学校学习，后入陸軍士官学校第8期騎兵科（同期同学有楊宇霆、臧式毅等人）。1913年（民国2年）归国。
1916年（民国5年），经奉天督軍署参謀長楊宇霆推薦，邢士廉任黑龙江軍官養成所教練官。此後，他在張作霖领导的奉军中逐步升迁。邢士廉属于奉军中楊宇霆的派系，为奉军的軍事改革作出了貢献。1924年（民国13年），任東三省陸軍第24旅旅長，隶属第1師師長李景林。邢士廉所属部隊被誉为最優秀的部队。同年9月第二次直奉战争爆发，邢士廉立下军功。
奉系勝利後的1925年（民国14年）1月，邢士廉跟随江蘇督軍楊宇霆南下，驻上海。邢士廉任淞滬戒严司令，统治上海，逢五卅运动发生，严厉取缔中国共产党員和劳动組合等。同年9月，升任奉軍第20師師長。不久，其取締活动招致上海市民对奉系不满。在混乱的形势下，直系孫传芳发动反撃，奉系敗北，丧失南方地盤。同年11月，楊宇霆、邢士廉返回瀋陽。

### 对冷遇不满

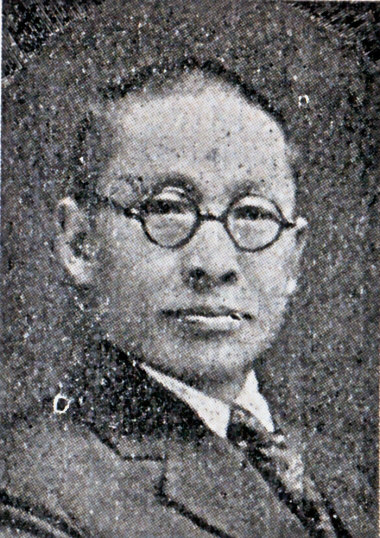

1926年（民国15年），邢士廉兼任鎮威軍第2方面軍副軍团長，入北京後兼任軍警督察長。当时，張作霖及奉系所处的政治環境悪化，邢士廉对各勢力采取融和政策，试图进行让步。但因此，他遭到持強硬态度的張作霖不满，被张作霖罢免各職位。此後，在張作霖手下，他遭到冷遇。
1928年（民国17年）6月4日，皇姑屯事件发生，張作霖身亡後，邢士廉成为張学良同中国国民党进行和平交涉的使者之一。邢士廉通过和平交涉，为同年12月29日的东北易幟作出貢献。但張学良也不想给邢士廉军权，只任命其担任遼寧省政府委員会委員、東北交通委員会委員、東北講武堂教育長等职务。而且，邢士廉的政治後盾楊宇霆遭到張学良肃清，邢士廉对張学良不满。

### 满洲国的军事首脑

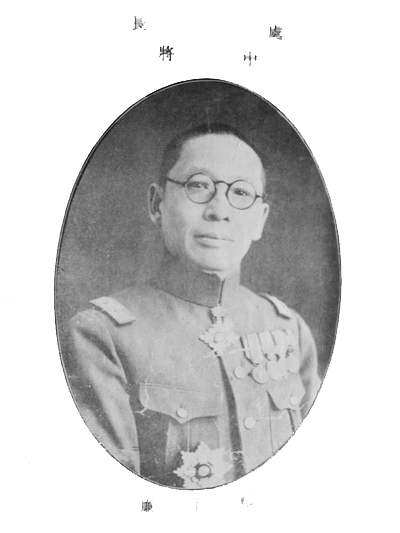

1931年（民国20年）9月九一八事变後，以日軍为後盾的臧式毅组建遼寧省政府，邢士廉任该省政府委員之一。其后，经土肥原賢二劝诱，邢士廉加入满洲国任职。此後，他历任新京（今長春市）地区司令官兼第10混成旅旅長、中央陸軍訓練处处長、第5軍管区司令官（司令部驻承德）、第4軍管区司令官（司令部驻哈尔滨）、第1軍管区司令官（司令部驻瀋陽），同八路軍作战。1942年（康德9年）9月，就任治安部大臣。翌年4月，治安部改組为軍事部，他继续任軍事部大臣。
1945年（康德12年）8月17日，满洲国垮台，邢士廉随張景惠在長春组织東北地方治安維持会。此后，他被苏联红军逮捕，押往苏联。1950年7月31日，邢士廉被中華人民共和国引渡归国，收监于撫順战犯管理所。
1954年3月17日，邢士廉在獄中病死。享年70岁。